# Tự do trí tuệ
Tự do trí tuệ bao gồm quyền tự do nắm giữ, tiếp nhận và phổ biến các ý tưởng mà không bị hạn chế. Tự do trí tuệ được xem như là một thành phần không thể thiếu của một xã hội dân chủ. Nó bảo vệ quyền tiếp cận, khám phá, xem xét và thể hiện ý tưởng và thông tin của một cá nhân làm cơ sở cho một công dân tự quản, hiểu biết tốt. Tự do trí tuệ bao gồm nền tảng cho các quyền tự do biểu đạt, tự do ngôn luận, và tự do báo chí và liên quan đến quyền tự do thông tin và quyền riêng tư.
Liên Hợp Quốc duy trì tự do trí tuệ như một quyền cơ bản của con người thông qua Điều 19 của Tuyên ngôn Nhân quyền, khẳng định:
Everyone has the right to freedom of opinion and expression; this right includes freedom to hold opinions without interference and to seek, receive and impart information and ideas through any media and regardless of frontiers.

Tổ chức của các thư viện đặc biệt coi trọng tự do trí tuệ như một phần trong nhiệm vụ của họ là cung cấp và bảo vệ quyền truy cập thông tin và ý tưởng. Hiệp hội Thư viện Hoa Kỳ (ALA) định nghĩa tự do trí tuệ là "quyền của mọi cá nhân vừa tìm kiếm vừa nhận thông tin từ mọi quan điểm mà không bị hạn chế. Nó cung cấp quyền truy cập miễn phí vào tất cả các cách diễn đạt ý tưởng thông qua đó bất kỳ và tất cả các khía cạnh của câu hỏi, nguyên nhân hoặc chuyển động có thể được khám phá. " 
Khái niệm hiện đại về tự do trí tuệ đã phát triển từ sự phản đối kiểm duyệt sách. Nó được thúc đẩy bởi một số ngành nghề và phong trào. Những thực thể này bao gồm, trong số những người khác, thư viện, giáo dục và phong trào phần mềm miễn phí.

## Các vấn đề
Tự do trí tuệ bao gồm nhiều lĩnh vực bao gồm các vấn đề về tự do học thuật, kiểm duyệt Internet và kiểm duyệt. Bởi vì những người đề xuất tự do trí tuệ coi trọng quyền của một cá nhân trong việc lựa chọn các khái niệm và phương tiện thông tin để hình thành suy nghĩ và ý kiến mà không gây hậu quả, hạn chế truy cập và rào cản đối với quyền riêng tư của thông tin tạo thành các vấn đề tự do trí tuệ. Các vấn đề xung quanh các hạn chế truy cập bao gồm:
- sách bị cấm, đốt sách, và thách thức đối với văn học
- Kiểm duyệt và cố gắng kiểm duyệt bao gồm, nhưng không giới hạn ở kiểm duyệt sách, kiểm duyệt phim, kiểm duyệt âm nhạc, kiểm duyệt bản đồ, kiểm duyệt các từ riêng lẻ, kiểm duyệt truyện tranh và kiểm duyệt trò chơi video
- tự kiểm duyệt của các tác giả, biên tập viên, nhà báo hoặc người chọn tài liệu thư viện
- kiểm duyệt internet thông qua phần mềm kiểm soát nội dung
- kiểm duyệt internet thông qua kiểm duyệt internet
- Các sáng kiến và luật về an toàn trên internet như Đạo luật Bảo vệ Internet của Trẻ em (CIPA) và Đạo luật Bảo vệ Internet Vùng lân cận (NCIPA)
- tính trung lập Internet
- thông tin chính phủ và tự do luật thông tin